# Udo Löhrs
Udo Löhrs (* 27. Februar 1938 in Emden) ist ein deutscher Pathologe.
Löhrs studierte Medizin in Innsbruck, Würzburg, Hamburg und München sowie in den USA, erhielt 1964 sein Staatsexamen an der Ludwig-Maximilians-Universität München (LMU) und wurde dort 1965 promoviert (Dissertation: Karyometrische und autoradiographische Untersuchungen am Ehrlich-Mäuse-Ascites-Tumor ). Danach war er Assistenzarzt an verschiedenen Kliniken und leistete den Wehrdienst als Stabsarzt der Bundesmarine. Er  habilitierte sich 1973 und  wurde 1979 außerplanmäßiger und 1980 Professor an der LMU, war ab 1985 Professor in Lübeck und ab 1991 wieder in München.
Er befasst sich mit Tumorpathologie, insbesondere soliden Neoplasien, mit Änderungen der Darmschleimhaut zum Beispiel nach Anwendung von Zytostatika und Antibiotika oder bei Glutenunverträglichkeit, bösartigen Tumoren (u. a. Entstehung und Verhalten unter veränderten Wachstumsbedingungen, Proliferation, Durchflusszytometrie, Einzelzellzytophotometrie), Pathologie der Schilddrüse, zum Beispiel Schilddrüsengebiet in den bayerischen Gebieten, in denen der Kropf endemisch ist, Hodentumoren.
2021 erhielt er die Rudolf-Virchow-Medaille. In der Würdigung für die Rudolf Virchow-Medaille wird er als einer der letzten „Generalisten“ am Mikroskop charakterisiert, der die ganze Palette der Pathologie abdeckte, und für seine Rolle bei der Leitung und Entwicklung des Pathologischen Instituts der Universität München gewürdigt.
Er ist seit 2001 Mitglied der Leopoldina.
Er befasste sich auch mit dem Riesen vom Tegernsee (Thomas Hasler).

## Schriften (Auswahl)
- Pathologie der haematopoietischen Stammzelle, quantitative Pathologie, Molekularpathologie, 74. Tagung der Deutschen Pathologischen Gesellschaft, Aachen 1990
- Die Immundefekte und ihre Folgen, 75. Tagung der Deutschen Pathologischen Gesellschaft, Friedrichshafen 1991
- Reaktionen und Neoplasien des lymphatischen Systems,  76. Tagung der Deutschen Pathologischen Gesellschaft, Friedrichshafen 1992
- Herausgeber mit Walter Neupert, Klaus Peter, Stephan Sattler, Gernot Sittner: Forschen, heilen, lehren : die Medizin an der Ludwig-Maximilians-Universität, Campus Innenstadt - Campus Großhadern/Martinsried, DVA 2014